# Darse du fond de Rouvray

Vue de la darse depuis le pont tournant qui la franchit.

La darse du fond de Rouvray est un petit canal de Paris, en France.

## Caractéristiques
Le canal débute au sud de la gare circulaire du canal de l'Ourcq, dans le 19e arrondissement, et se termine en impasse environ 250 m plus loin, barrée par la rue Adolphe-Mille. Elle est bordée à l'ouest par les quais de Metz et de la Garonne et à l'est par les anciens ateliers du service municipal des canaux, en lisière du parc de la Villette.
Elle est enjambée à son entrée par un pont tournant.

## Historique
Elle pourrait être l'emplacement de la ferme de Rouvray, présente sur le plan de Roussel de 1730, qui appartenait au Prieuré Saint-Martin-des-Champs.
La darse du fond de Rouvray a subi d'importants travaux de réhabilitation et d'aménagement dans les années 2000.